# حشره‌خوار گوش‌کوچک تالامانکان
 حشره‌خوار گوش‌کوچک تالامانکان (نام علمی: Cryptotis gracilis) نام یک گونه از سرده حشره‌خوار گوش‌کوچک است.